# Mierlă gulerată

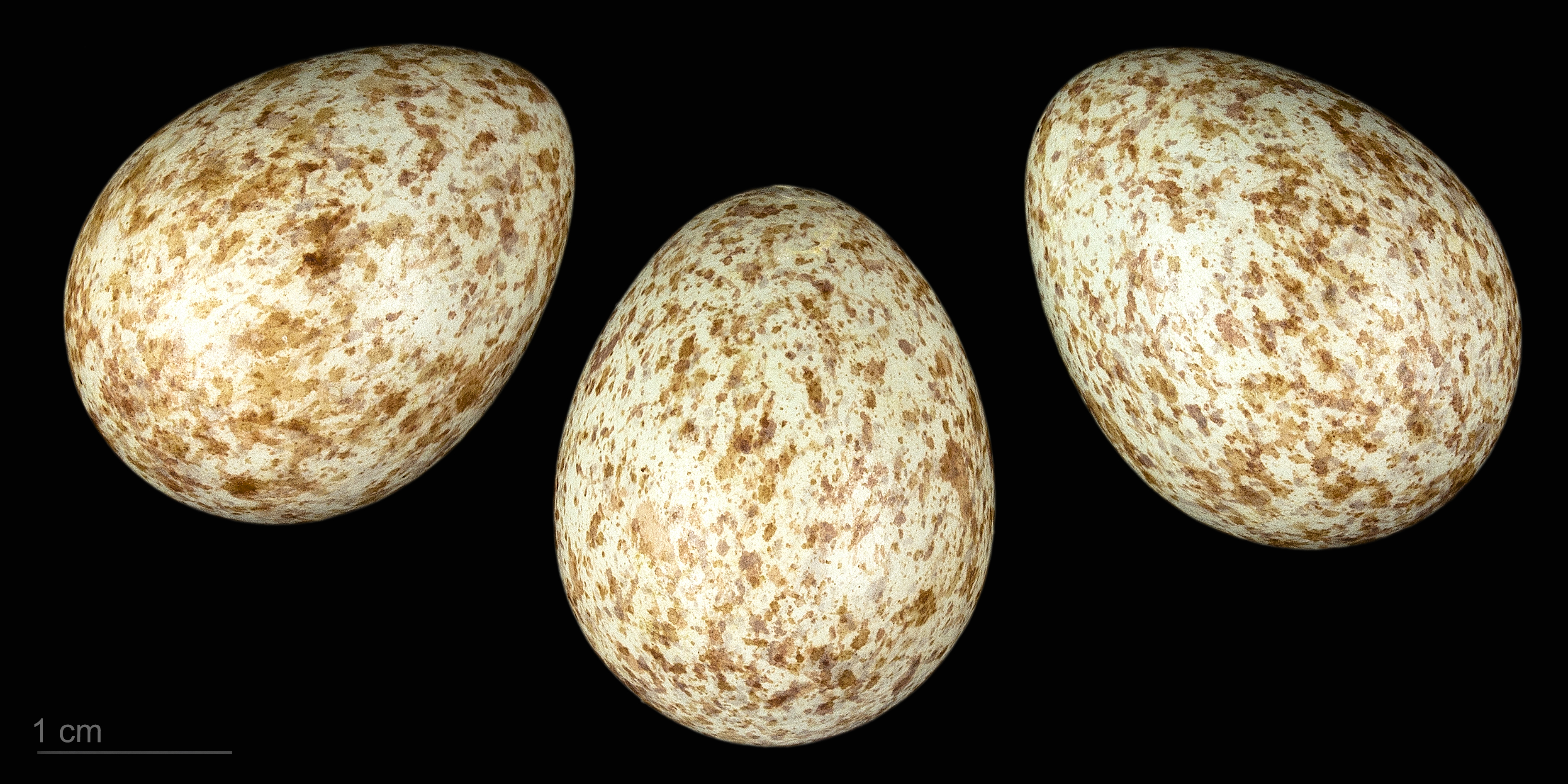
Turdus torquatus torquatus - MHNT

Mierla gulerată (Turdus torquatus) este o pasăre călătoare din ordinul paseriformelor (Passeriformes), familia turdidelor (Turdidae), care are mai multe subspecii răspândite în munții din Europa. Are o mărimea de 23-26 cm (puțin mai mare decât mierla neagră) și o greutate de 90-138 gr, masculul are un colorit negru-cenușiu cu o semilună albă pe gușă, femela este roșcată, iar semilună albă este mai puțin evidentă; ciocul este galben și picioarele sunt brunii. Se hrănește cu insecte, viermi, melcișori, fructe și boabe mici. Cuibărește în tufișuri dese și în crăpăturile stâncilor, la o înălțime mică de sol sau pe pământ, mai rar la înălțimi mai mari în arbori de conifere. Cuibul este o construcție spațioasă, formată din iarbă, tulpini de iarbă neagră (Calluna vulgaris), mușchi și frunziș amestecat la bază cu pământ, fără să fie netezit cu lut; este căptușit cu ierburi fine, uscate; cuibul este construit de ambele sexe. Femela depune o pontă din 4-5 ouă, începând de la sfârșitul lunii aprilie până la începutul lunii mai. Ouăle sunt fusiforme, netede, lucitoare, de culoare verde-albăstrui aprins, cu pete evidente maro-roșcat, violet-roșcat și gri-purpuriu, răspândite uniform pe suprafața oului, rareori masate la capătul lui rotund. Incubația durează 13-14 zile; clocesc ambele sexe o dată pe an, mai rar de două ori. Puii sunt nidicoli, sunt îngrijiți de ambii părinți; pe cap și spate ei au un puf bogat, iar pe partea inferioară a corpului el este sărăcăcios și lung; pe cap și spate culoarea pufului este maronie ca scorțișoara; gâtlejul este galben; umflătura marginală a ciocului este alb-gălbuie. Cântecul este compus din sunete "tec-tec-tec", care se repeta de 3-4 ori, la scurte intervale, uneori se încheie cu ciripit silențios.
În România este răspândită în pădurile de conifere și mixte din Carpați, ajungând și în regiunea jneapănului; este prezentă în timpul sezonului cald; toamna migrează, pentru iernare, în jurul Mării Mediterene (sudul Peninsulei Balcanice) și sud-vestul Asiei (Asia Mică). În timpul pasajului, se întâlnește și în ținuturile joase a României și chiar prin București, pe malul Dâmboviței. Sunt descrise câteva subspecii, în România este răspândită subspecia Turdus torquatus alpestris.